# Ali Kaya
Ali Kaya, född 20 april 1994 i Kenya, är en turkisk långdistanslöpare.
Kaya tävlade i två grenar för Turkiet vid olympiska sommarspelen 2016 i Rio de Janeiro. Han blev utslagen i försöksheatet på 5 000 meter och fullföljde inte loppet på 10 000 meter.